# Hanan al-Hroub
Hanan al-Hroub (àrab: حنان الحروب, Ḥanān al-Ḥarūb) (camp de refugiats de Dheisheh, sud de Betlem, 6 de març de 1972) és una professora palestina que treballa amb nens exposats a la violència, mitjançant el joc. El 2016 va ser reconeguda amb el Global Teacher Prize de la Fundació Varkey, considerat pels mitjans de comunicació com el «Nobel de l'ensenyament [o dels professors]».

## Biografia
Al-Hroub va créixer a Dheisheh, un camp de refugiats situat al sud de Betlem, i va cursar els estudis en una escola primària per a nenes establerta per l'Agència de les Nacions Unides per als Refugiats de Palestina al Pròxim Orient. Una tarda durant la Segona intifada, el seu marit en el camí de tornada en recollir els fills a l'escola va rebre diversos trets en un tiroteig a mans de soldats israelians. Els nens van ser testimonis de l'escena i arran de l'incident van desenvolupar un trauma psíquic que els va fer temorosos d'assistir a classes i van començar a reflectir-ho en el seu rendiment escolar.
Després de comprovar que les escoles locals no comptaven amb docents capacitats per ajudar en la rehabilitació d'altres nens en situacions similars, Hanan va decidir deixar els estudis a la Universitat Oberta d'Al-Quds per especialitzar-se en educació primària. Defensora de la no-violència, amb el temps va desenvolupar un mètode que promou el desenvolupament de relacions afectives basades en el respecte, la confiança, i que descarta la violència en totes les facetes de vida de l'estudiant. Va reflectir els seus lemes a l'obra Juguem i aprenem.

### Global Teacher Prize
A principis de l'any 2016, la Fundació Varkey va anunciar que Hanan, professora a l'escola primària de Samiha Jalil d'Al Bireh, a prop de Ramal·la, era una d'entre els deu candidats al Global Teacher Prize, un reconeixement al millor docent internacional que inclou una bonificació anual de cent mil dòlars durant d'una dècada. La resta dels professors finalistes provenia d'Austràlia, Estats Units, Finlàndia, Japó, Kenya, Pakistan, Regne Unit i l'Índia.
Després de les deliberacions, Hanan va ser declarada guanyadora en un missatge gravat pel Papa Francesc i difós en una cerimònia de gala celebrada el 13 de març de 2016 a Dubai, als Emirats Àrabs Units. Com a convidats d'honor, van assistir l'ex primer ministre britànic Tony Blair, el xeic Muhammad bin Rashid Al Maktum, l'actriu Salma Hayek, l'actor Matthew McConaughey i Guillem de Cambridge.
En el seu discurs d'agraïment, Hanan va expressar el seu desig d'invertir els diners rebuts en ajudar a desenvolupar acadèmica i professionalment als professors i estudiants de tot el món.